# Cochranella euknemos
Cochranella euknemos és una espècie de granota de la família dels centrolènids. Es troba a Colòmbia, Costa Rica i Panamà, en terres baixes humides i boscos de muntanya i muntanya mitjana. Es limita a rierols coberts de bosc, on es desenvolupen les larves. Les seves poblacions estan en descens degut a la deforestació, entre altres causes.